# Симфонічний оркестр Словенського радіо і телебачення
Симфонічний оркестр Словенського радіо і телебачення (словен. Simfonični orkester RTV Slovenija) — створений у складі Радіотелебачення Словенії. У 50-річний період своєї роботи вона внесла значну частину архівних записів, складених словенськими композиторами, а також сучасної та класичної музики з усього світу. Нинішній керівник оркестру - Ен Шао.
Початок симфонічного оркестру RTV Словенія сягає ще в 1955 році, коли його диригував професор з академії музики, віртуоз для скрипки та композитор Урош Преворшек. Пізніше оркестром диригували Само Хубад, Станіслав Макура, Антон Нанут та Ліор Шамбадал.
У вересні 2003 року головним диригентом оркестру став Девід де Вільє; Восени 2006 року естафету перейняв англійський диригент китайського походження Ен Шао. Усі вони вивели оркестр на високий рівень якості та творчості. Основна діяльність симфонічного оркестру RTV Словенія - концертні записи, де демонструються найвищі професійні твори. Оркестр виконує обширний і насичений репертуар від бароко до сучасної симфонічної музики, опери, ораторії та кантати, сценічної та кіно музики, переважно з акцентом на творчість словенської музики.
У минулі роки оркестр привертав найбільшу увагу на концертах з групами Siddharta та Terrafolk, де він займався так званими кросовер-проектами. Зазначимо також кілька концертних перлин минулого року - концерт симфонічного оркестру RTV Словенія з відомим піаністом Іво Погореличем та надзвичайний концерт з нагоди 75-річчя Антона Нанута, багаторічного художнього керівника та головного диригента симфонічного оркестру RTV Словенія з запрошеною Іреною Графенауер, однією з найповажніших флейтистів у світі.
Поточні концертмейстери (станом на 2014 рік): Бенджамін Зірвогель та Кана Мацуй.